# Deshaun Watson
Derrick Deshaun Watson (geboren am 14. September 1995 in Gainesville, Georgia) ist ein US-amerikanischer American-Football-Spieler, der als Quarterback für die Cleveland Browns in der National Football League (NFL) spielt. Watson studierte an der Clemson University und führte die Tigers 2015 zu einer Teilnahme am College Football Playoff National Championship Game. 2016 konnte er Clemson zur Meisterschaft führen. Er wurde von den Houston Texans in der ersten Runde als 12. Spieler im NFL Draft 2017 ausgewählt, bei denen er bis 2021 unter Vertrag stand. Wegen Auseinandersetzungen mit dem Front Office und dem Trainerstab der Texans sowie aufgrund von über 20 Massagetherapeutinnen erhobenen Vorwürfen sexueller Belästigung, wegen denen er in der Folgesaison für elf Spiele gesperrt wurde, kam Watson in der Saison 2021 nicht zum Einsatz und wurde von den Texans im Austausch gegen mehrere Draftpicks an die Cleveland Browns abgegeben.

## Leben

### Frühe Jahre
Deshaun Watson wurde am 14. September 1995 geboren. Er besuchte ab dem Jahr 2010 die Gainesville High School. Deren Head Coach Bruce Miller hatte zunächst geplant, einen älteren Quarterback mit zwei Jahren Erfahrung starten zu lassen, aber Watson gewann den Startplatz bereits als Freshman. Während seiner Karriere stellte er zahlreiche Rekorde in Georgia auf, darunter Gesamtyards (17.134) und Touchdowns (218). Er lief auch für 4.057 Yards und 63 Touchdowns. Watson spielte eine überragende erste Saison, gewann eine Staatsmeisterschaft und verdiente Auszeichnungen wie Junior All-American. Während seines zweiten und dritten Jahres konnte er das Gainesville High School Football Team zum Staatsmeisterschafts-Halbfinale führen.

### Rekrutierung
Watson erhielt Angebote zahlreicher anderer Colleges, bevor er sich für die Clemson University entschied. Angebote, die er ernsthaft in Betracht nahm, kamen von der University of Alabama, der Auburn University, der Florida State University, der University of Georgia, dem Georgia Institute of Technology, der Louisiana State University, der Ohio State University, der University of Oregon und der University of Southern California. Watson sagte Clemson am 1. Februar 2012 verbal zu. Er wurde von ESPN 300 als der beste Quarterback seines Jahrganges eingestuft. Seit seinem Engagement für die Clemson University im Jahr 2012 wurde Deshaun Watson häufig mit Clemsons vorigem Quarterback Tajh Boyd verglichen. Sowohl Watson als auch Boyd gelten als Dual-Threat-Quarterbacks und haben beide ein starkes Pass- und Laufspiel.

### College

#### Freshmanjahr
Watson schrieb sich im Januar 2014 bei Clemson ein. Er trat in seine True-Freshman-Saison als Backup für Starter Cole Stoudt ein, erhielt aber trotzdem umfangreiche Spielanteile. Während seiner Highschool-Karriere trug Watson die Nummer 4. Bei Clemson war diese Nummer nicht mehr in Gebrauch, seit Steve Fuller nach der Saison 1978 das College verlassen hatte. Allerdings erlaubte Fuller Watson, die Nummer zu tragen. Nach drei Spielen hatte er 29 von 41 Pässen für 479 Yards an den Mann gebracht, vier Touchdowns und keine Interception geworfen und damit Stoudt übertroffen. Watson wurde daher am 21. September in die Startformation berufen. In Watsons erstem Spiel von Anfang an spielte er gegen die North Carolina Tar Heels. Er setzte einen neuen Schulrekord mit sechs Touchdownpässen und warf 435 Yards zu einem 50:35-Sieg.
Am 11. Oktober 2014 brach sich Watson einen Knochen in der rechten Hand in einem Spiel gegen die Louisville Cardinals. Er verließ das Spiel im ersten Viertel und war auch in den Spielen gegen Boston College, Syracuse und Wake Forest verletzt. Er kehrte gegen Georgia Tech zurück, verletzte sich allerdings am Knie und fiel den Rest des Spieles aus. In der kommenden Woche hatte Watson Knieschmerzen. Er setzte gegen Georgia State in der folgenden Woche aus, kam aber in der nächsten Woche gegen den innerbundesstaatlichen Rivalen South Carolina wieder zum Einsatz. Nach dem Sieg gegen South Carolina wurde bekannt, dass Watson mit einem angerissenen Kreuzband spielte.
Watson unterzog sich einer Knieoperation, um sein Kreuzband vor Clemsons Bowlspiel gegen Oklahoma wiederherzustellen.

#### Zweites Jahr
Im Jahr 2015 führte Watson Clemson zu einer ungeschlagenen 12-0 Regular Season und zum 1. Platz in den Umfragen. Nach der Regular Season qualifizierten sich die Clemson Tigers für das ACC Championship Game und trafen auf die an Nummer zehn gesetzten North Carolina-Universität. Watson passte für 289 Yards und drei Touchdowns, lief für 131 Yards und zwei Touchdowns, besiegte North Carolina mit 45:37 und Clemson gewann die ACC Championship zum ersten Mal seit 2011. Watson wurde auch MVP im ACC Championship Game. Clemson durfte daher an den 2016 College Football Play-offs teilnehmen und wurde als Nummer eins gesetzt. Clemson traf auf die auf Nummer vier gesetzten Oklahoma Sooners im Orange Bowl, einer der beiden CFP-Semifinal-Spiele. Watson warf für 189 Yards und einen Touchdown, lief für 145 Yards und einen Touchdown und führte Clemson damit zu einem 37:17-Sieg über die Sooners. Watson wurde zum 2015 Orange Bowl Offensive MVP ernannt. Im Finale traf Clemson auf die Nummer zwei gesetzten Alabama Crimson Tide. Das Finale wurde jedoch mit 40:45 verloren. Watson passte für 405 Yards und vier Touchdowns und lief für weitere 73 Yards. Watson erreichte die 4000-Passyards-Marke für die Saison 2015 in diesem Spiel und markierte damit den Rekord für die meisten Yards in der nationalen Meisterschaft. Mit 478 Yards (405 Pass und 73 Lauf) gegen die beste Verteidigung der Nation spielte er ein gutes Finale. Zusätzlich zu den über 4.000 Yards im Passspiel erreichte Watson auch über 1.000 Yards im Laufspiel. Watson war der erste, der diese Leistung in der Geschichte des College Footballs erreichte.
Für seine Saisonleistungen wurde Watson 2015  zum Finalisten für die Heisman Trophy ernannt, zum ersten Mal wurde ein Spieler der Clemson University zur Heisman-Trophäenpräsentation eingeladen. Watson belegte den dritten Platz hinter dem Sieger Derrick Henry (Runningback von Alabama) und Christian McCaffrey (Runningback von Stanford). Watsons dritter Platz ist die beste Platzierung in der Geschichte der Clemson University. Watson gewann den Davey O’Brien Award, der jährlich dem besten College-Quarterback verliehen wird. Darüber hinaus wurde Watson auch der 2015 ACC Spieler des Jahres und der ACC Offensive Spieler des Jahres.

#### Drittes Jahr
Watson konnte am 29. Oktober 2016 Clemson zu einem 37:34-Sieg führen, bei dem er 378 Yards im Passspiel und zwei Touchdowns erzielte. Gegen Syracuse am 5. November 2016 passte Watson 169 Yards und erzielte zwei Touchdowns, verließ aber das Spiel mit einer Schulterverletzung. Im Jahr 2016 wurde Watson als Gewinner des Johnny Unitas Golden Arm Award ausgewählt und konnte als erster den Manning Award zwei Mal hintereinander gewinnen. Abermals war Watson einer der fünf Kandidaten für die Heisman Trophy, zusammen mit Michigans Jabrill Peppers, Oklahomas Baker Mayfield und Dede Westbrook sowie Louisvilles Lamar Jackson. Wieder gewann er nicht, Lamar Jackson wurde mit der Heisman Trophy ausgezeichnet. Er erreichte fast doppelt so viele Stimmen wie Watson. Nachdem Clemson mit 31:0 im College-Football-Play-off-Halbfinale (CFP), dem Fiesta Bowl, Ohio State besiegte, erhielt er den Offensive MVP Award. Im Finale der College Football Play-off National Championship konnte sich Clemson gegen die an Nummer eins gesetzten Alabama Crimson Tide mit 35:31 durchsetzen. Watson konnte 36 von 56 Pässen anbringen und brachte es auf 420 Yards und drei Touchdowns gegen die stärkste Verteidigung im College Football. Er warf in der letzten Sekunde den spielentscheidenden Pass auf Wide Receiver Hunter Renfrow. Er lief für 43 Yards und erlief einen Touchdown. Damit verhalf er den Clemson Tigers zur zweiten nationalen Meisterschaft in der Geschichte des Colleges und beendete damit eine 30-jährige Durststrecke. Watson wurde zum MVP des Spiels gewählt.
Am 8. November 2016 gab Watson, zusammen mit drei anderen Spielern der Clemson University, Wayne Gallman, Artavis Scott und Mike Williams, bekannt, für den NFL Draft 2017 zur Verfügung zu stehen. Im Dezember 2016 schied Watson mit einem Abschluss in Communications nach drei Jahren bei Clemson aus.

### NFL

#### 2017
Die Mehrheit der Scouts und Analysten erwarteten, dass Watson bereits in der ersten Runde gedraftet würde. Er wurde von Sports Illustrated, Pro Football Focus und ESPN als der beste Nachswuchsquarterback eingestuft. NFLDraftScout.com bezeichnete ihn als zweitbesten Nachwuchsquarterback. Die Houston Texans drafteten Watson in der ersten Runde an der 12. Stelle im NFL Draft 2017. Die Houston Texans erwarben den Pick von den Cleveland Browns, im Austausch bekam Cleveland Houstons Erstrundenpick 2017 (25. Stelle) und Houstons Erstrundenpick im NFL Draft 2018. Er war der dritte Quarterback, der im Draft 2017 unter Vertrag genommen wurde, hinter Mitchell Trubisky, der zu den Chicago Bears ging, und Patrick Mahomes, der bei den Kansas City Chiefs unterschrieb. Am 12. Mai 2017 unterzeichneten die Texaner und Watson einen Vierjahresvertrag, bei dem er maximal 13,84 Millionen US-Dollar verdienen kann und in dem ein Handgeld (Signing Bonus) von 8,21 Millionen US-Dollar enthalten ist.
Bei den Texans ging Watson als Backup für Tom Savage, der seit 2014 im Kader der Texans stand, in die Saison. Dennoch kam Watson bereits in der ersten Woche zu seinem NFL-Debüt, als die Offense der Texans mit Savage beim Spiel gegen die Jacksonville Jaguars nur 52 Yards Raumgewinn bei 28 Spielzügen erzielte, weswegen Savage zu Beginn der zweiten Hälfte ausgewechselt wurde. Unter Watson verbesserte sich der Angriff von Houston leicht, die Partie ging dennoch mit 7:29 deutlich verloren. Watson erzielte mit einem 4-Yards-Pass auf DeAndre Hopkins seinen ersten Touchdownpass in der NFL, allerdings unterliefen ihm mit einer Interception und einem Fumble auch zwei Ballverluste. Er brachte 12 von 23 Pässen für 102 Yards an ihr Ziel. Daraufhin wurde Watson zum Starting Quarterback für das folgende Spiel gegen die Cincinnati Bengals ernannt. Watson führte die Texans bei seinem ersten Start zu einem 13:9-Sieg, bei dem er eine wechselhafte Leistung im Passspiel zeigte. Mit einem 49-Yards-Lauf erzielte er allerdings auch den einzigen Touchdown des Spiels. Nach einer 33:36-Niederlage bei den New England Patriots konnte Watson in Woche 4 bei seinem ersten Spiel als Starter im heimischen NRG Stadium überzeugen. Beim 57:14-Kantersieg – mehr Punkte hatten die Texans bis dahin nie in einem Spiel erzielt – über die Tennessee Titans warf Watson vier Touchdownpässe bei einer Interception und erlief einen Touchdown selbst. Für seine Leistung wurde er als AFC Offensive Player of the Week ausgezeichnet. Am Spieltag darauf unterlagen die Texans in einem punktereichen Spiel den Kansas City Chiefs mit 34:42, bei dem Watson für fünf Touchdowns und 261 Yards warf. Nach einem Sieg über die Cleveland Browns und einer Niederlage gegen die Seattle Seahawks, wobei Houston in beiden Spielen starke Offensivleistungen zeigte, wurde Watson als AFC Offensive Player of the Month und als NFL Offensive Rookie of the Month für den Oktober ernannt. Insgesamt warf er in diesem Monat sechzehn Touchdownpässe bei fünf Interceptions. Insgesamt kam Watson in der Saison auf 1.699 Passing Yards und 19 Touchdowns, womit er mehr Touchdownpässe in seinen ersten sieben Spielen warf als jeder andere Rookie seit 1970. Am 2. November 2017 zog sich Watson beim Training einen Kreuzbandriss zu und fiel damit für den Rest der Saison aus. Ohne Watson verloren die Texans acht ihrer verbleibenden neun Saisonspiele.

#### 2018
Nach überstandener Verletzung gab Watson sein Comeback zum Auftakt der Saison 2018 gegen die New England Patriots. Hinter einer instabilen Offensive Line zeigte Watson mit einer Passquote von knapp 50 Prozent, einem Touchdown und einer Interception eine durchwachsene Leistung und das Spiel ging mit 20:27 verloren. Zunächst konnte Watson nicht an sein Niveau der Vorsaison anknüpfen und verlor mit seinem Team die ersten drei Partien der Saison. Dann jedoch begann eine längere Siegesserie des Teams. Da er sich beim Sieg über die Dallas Cowboys in Woche 5 Verletzungen an der Lunge und den Rippen zugezogen hatte, musste Watson am 7. Spieltag aus medizinischen Gründen mit dem Bus zum Auswärtsspiel nach Jacksonville anreisen, was etwa 12 Stunden dauerte. Beim 42:23-Sieg über die Miami Dolphins in Woche 8 egalisierte Watson seinen Rekord für die meisten geworfenen Touchdowns in einem Spiel und warf zum zweiten Mal in einem Spiel fünf erfolgreiche Pässe in die gegnerische Endzone. Die Bilanz der Texans verbesserte sich von 0–3 auf 9–3, bevor gegen die Indianapolis Colts in Woche 14 erstmals wieder ein Spiel verloren ging. Mit einem 20:3-Sieg über die Jacksonville Jaguars sicherten sich die Texans am letzten Spieltag den ersten Platz in der AFC South. Er erzielte in der Regular Season ein Quarterback Rating von 104,1, womit er den sechsten Platz in der NFL belegte. Mit über 4165 Passing-Yards und 26 Touchdownpässen und zusätzlich 551 Yards Raumgewinn im Laufspiel und fünf erlaufenen Touchdowns zählte Watson zu den besten Quarterbacks der Saison. Dabei wurde er insgesamt 62 Mal gesackt, öfter als jeder andere Quarterback der Liga.
Am 5. Januar 2019 trat Watson mit den Texans in der Wild Card gegen die Indianapolis Colts in seinem ersten Play-off-Spiel an. Dabei brachte er 29 von 49 Pässen an ihr Ziel und erzielte einen Touchdown. Watson warf eine Interception, nachdem ihm zuvor in sechs Spielen kein einziger Fehlpass unterlaufen war. Die Texans verloren mit 7:21 und schieden aus. Als Ersatz für Tom Brady, der wegen seiner Super-Bowl-Teilnahme nicht antreten konnte, wurde Watson erstmals für den Pro Bowl nominiert.

#### 2019
In der Saison 2019 führte Watson die Texans zu 10 Siegen bei 6 Niederlagen und zum zweiten Sieg in der AFC South in Folge. Er beendete die Saison mit 3.852 Passing Yards, 26 Touchdownpässen, 413 Rushing Yards, sieben erlaufenen Touchdowns und einem Quarterback Rating von 98,0. Beim 53:32-Sieg über die Atlanta Falcons in Woche 5 verzeichnete Watson zum ersten Mal in seiner Karriere ein perfektes Quarterback Rating von 158,3. Watson wurde zum zweiten Mal für den Pro Bowl nominiert. Die Texans traten erneut in der Wild Card Round der Play-offs an und trafen dort auf die Buffalo Bills. Houston geriet zunächst mit 0:16 in Rückstand. Von diesem Zeitpunkt an brachte Watson 13 von 14 Pässen an, warf einen Touchdownpass und erlief einen Touchdown selbst. Das Spiel ging mit 19:19 in der Overtime, in der Watson gerade so einem Sack entkam und dabei mit einem langen Pass das entscheidende Field-Goal zum 22:19-Sieg, Watsons erstem Sieg in einem Play-off-Spiel, vorbereitete. In der Divisional Round unterlag Watson trotz 388 Passing Yards mit den Texans in einem offensiv geprägten Spiel mit 31:51 den Kansas City Chiefs.

#### 2020
Anfang September 2020 unterschrieb Watson eine vierjährige Vertragsverlängerung über 160 Millionen US-Dollar, wovon 111 Millionen garantiert sind. Er spielte 2020 statistisch gesehen seine beste Saison. Mit 4823 Yards Raumgewinn im Passspiel führte Watson die NFL an, seine 33 Touchdownpässe und eine Passquote von 70,2 % waren jeweils Karrierebestwerte. Dennoch gewannen die Texans wegen anderer Schwächen, vor allem aufgrund einer schwachen Defense, in dieser Saison nur vier Spiele.
Nach der Saison wurde über den Wechsel von Watson zu einem anderen Team spekuliert, da er sich zunehmend unzufrieden mit der Situation in Houston gezeigt hatte. Zum einen hatten die Texans vor Saisonbeginn ihren Star-Receiver DeAndre Hopkins an die Arizona Cardinals abgegeben, zum anderen hatte das Franchise Watson versichert, ihn bei der Wahl eines neuen General Managers miteinzubeziehen, diese Zusage aber letztlich nicht eingehalten.

#### 2021
Im Verlauf der Offseason wurde bekannt, dass Watson aufgrund seiner Unzufriedenheit mit dem Franchise in der Saison 2021 nicht für die Texans spielen würde und auf einem Trade zu einem anderen Team bestand. Ein Wechsel von Watson vor Saisonbeginn kam allerdings aufgrund der gegen ihn erhobenen Vorwürfe der sexuellen Belästigung nicht zustande. Die Texans gingen schließlich trotz Watson im Kader mit dem neu verpflichteten Tyrod Taylor als Starting-Quarterback in die Saison. Zudem wählten sie in der dritten Runde des Draft Quarterback Davis Mills aus.

#### 2022
Am 19. März 2022 wurde Watson für drei Erstrunden-, einem Drittrunden- und einen Viertrundenpick an die Cleveland Browns abgegeben.
Anfang August 2022 sperrte eine unabhängige Disziplinarkommission von NFL und Spielergewerkschaft der NFL Watson aufgrund der Vorwürfe der sexuellen Belästigung für sechs Partien. Wenig später legte die Liga Berufung gegen das Urteil ein, woraufhin Watson am 18. August 2022 für elf Spiele gesperrt wurde, zudem wurde er zu einer Geldstrafe in Höhe von fünf Millionen US-Dollar verurteilt.

### NFL-Statistiken
| 2017                               | HOU    | 7            | 6            | 126–204      | 61,8         | 1699         | 19           | 8            | 103,0        | 36           | 269          | 7,5          | 2            |
| 2018                               | HOU    | 16           | 16           | 345–505      | 68,3         | 4165         | 26           | 9            | 103,1        | 99           | 551          | 5,6          | 5            |
| 2019                               | HOU    | 15           | 15           | 333–495      | 67,3         | 3852         | 26           | 12           | 98,0         | 82           | 413          | 5,0          | 7            |
| 2020                               | HOU    | 16           | 16           | 382–544      | 70,2         | 4823         | 33           | 7            | 112,4        | 90           | 444          | 4,9          | 3            |
| 2021                               | HOU    | kein Einsatz | kein Einsatz | kein Einsatz | kein Einsatz | kein Einsatz | kein Einsatz | kein Einsatz | kein Einsatz | kein Einsatz | kein Einsatz | kein Einsatz | kein Einsatz |
| 2022                               | CLE    | 6            | 6            | 99–170       | 58,2         | 1102         | 7            | 5            | 79,1         | 36           | 175          | 4,9          | 1            |
| 2023                               | CLE    | 6            | 6            | 105–171      | 61,4         | 1115         | 7            | 4            | 84,3         | 26           | 142          | 5,5          | 1            |
| 2024                               | CLE    | 7            | 7            | 137–216      | 63,4         | 1148         | 5            | 3            | 79,0         | 31           | 148          | 4,8          | 1            |
| Gesamt                             | Gesamt | 73           | 72           | 1527–2305    | 66,2         | 17.904       | 123          | 48           | 98,8         | 400          | 2142         | 5,4          | 20           |
| Quelle: pro-football-reference.com |        |              |              |              |              |              |              |              |              |              |              |              |              |

## Persönliches
Im Jahr 2006, als Watson elf Jahre alt war, spendete Atlanta Falcons Runningback Warrick Dunn ein Haus für Watsons Familie. Es wurde von Dunns Wohltätigkeitsheimen Homes for the Holidays (HMTH) gespendet, die mit Habitat for Humanity zusammenarbeiteten.

### Vorwürfe von sexuellen Übergriffen
Im März 2021 warfen mehrere Frauen Watson sexuelle Übergriffe vor und reichten Klage ein. Dabei handelte es sich meist um Masseurinnen, mit denen er zusammengearbeitet habe. Watson bestritt die Vorwürfe. Die Aufnahme eines Strafverfahrens wurde im März 2022 durch eine Geschworenenjury abgelehnt.
Im Juni 2022 wurde eine zivilrechtliche Einigung mit 20 der 24 Frauen bekannt.